# Línia Palma-Inca-Manacor / sa Pobla
La Línia Palma-Inca-Manacor / sa Pobla és una línia de ferrocarril de l'illa de Mallorca que gestiona i opera Serveis Ferroviaris de Mallorca (SFM). També és coneguda com el Ferrocarril de Mallorca o per les seccions línia Palma-Inca, línia Inca-Manacor o línia Bordils (Enllaç) - sa Pobla. El ferrocarril realitza serveis Palma-Inca, Palma-Manacor i Palma - sa Pobla.
Aquest ferrocarril va ser construït i operat per la Companyia dels Ferrocarrils de Mallorca, fusió de la Companyia del Ferrocarril de Mallorca i la Companyia dels Ferrocarrils del Centre i Sud-est de Mallorca. Històricament ha tingut més ramals:
- Línia de Palma a Santany.
- Línia de Santa Maria a Felanitx.
- Línia de Manacor a Artà.

## Descripció
La línia és d'ample ferroviari mètric i està composta per un tronc principal que es desdobla en dos ramals a partir d'Enllaç cap a Manacor i sa Pobla.

## Història
El ferrocarril que actualment opera SFM va ser construït i operat per la Companyia dels Ferrocarrils de Mallorca, fusió de les companyes britàniques The Majorca Railway Co Ltd, fundada en 1872, i Majorca Central & South Eastern Railway Co Ltd. El 24 de febrer de 1875 es va inaugurar la secció principal, la línia Palma-Inca amb una amplada de la via d'una iarda o tres peus (914 mm) gràcies a l'impuls de l'enginyer Eusebi Estada que en va redactar el projecte definitiu. En 1878 es va inaugurar la branca a sa Pobla, en 1881 la branca a Alaró, en 1897 la branca a Felanitx, entre 1916 i 1917 la línia de Santanyí i en 1931 la branca al port de Palma (1931).
La branca a Alaró fou clausurada el 1935, i el 1951 l'estat passà a explotar aquestes línies, amb la creació de Ferrocarrils Espanyols de Via Estreta (Feve) en 1964 l'explotació va passar a aquesta companyia, que en 4 de març de 1964 clausurà la línies de Palma a Santanyí per donar pas a la construcció de l'aeroport de Son Santjoan i al projecte d'autopista de Llevant, i en 1968 es tancà la línia de sa Pobla a Felanitx. La Línia de Manacor a Artà tancà provisionalment el 20 de juny de 1977 i el tancament acabà sent definitiu. El 1980, Feve va iniciar un pla per renovar l'estructura de la xarxa amb la substitució de l'amplada de via de iarda anglesa (914 mm) a l'amplada mètrica (1000 mm), que només va contemplar el tram Palma-Inca, amb el què les estacions d'Enllaç, Llubí, Muro i sa Pobla van ser clausurades el 28 de febrer de 1981. El 1993 foren transferides al govern de les Illes Balears les competències en matèria de transports per ferrocarril, que foren assumides des del gener del 1994 i l'antiga Companyia dels Ferrocarrils de Mallorca passà a ésser gestionada pels Serveis Ferroviaris de Mallorca entitat de dret públic amb personalitat jurídica pròpia, que té com a finalitat gestionar l’explotació ferroviària de les Balears. En gener de 2001 al recorregut es van recuperar les parades de Muro, Llubí i sa Pobla, en març de 2001 es va afegir l'estació de Polígon de Marratxí, i en agost de 2001 l'estació de Pont d'Inca Nou.
Dia 5 de maig de 2010 s'inauguraren les obres d'electrificació de la línia ferroviària de Palma fins a l'enllaç, en tres fases, Palma-Tallers de Son Rullan; Son Rullan-Enllaç i tres subestacions elèctriques. Per tal de prestar el servei electrificat SFM va adquirir 13 noves unitats elèctriques per substituir les unitats dièsel. La primera unitat arribà a Palma el 4 de desembre de 2010. Els nous tallers instal·lats a l'estació de Son Rullan es van inaugurar en 23 de febrer de 2011 amb una inversió de 4.228.000 euros, i el 24 de febrer de 2012 es van concloure les obres electrificació entre Palma i l'estació d'Enllaç, donant pas a unitats elèctriques de la sèrie 81 de SFM per cobrir aquest trajecte, realitzant-se a Enllaç els transbords a unitats dièsel fins a l'estació de sa Pobla i l'Estació de Manacor, fins que es va completar la total electrificació de la xarxa el 8 de gener de 2019.

## Serveis
Palma-Inca
Palma-Manacor
Palma - sa Pobla

## Infraestructura

### Línia Palma-Inca
Línia de 29 quilòmetres de longitud des de Palma fins a l'estació d'Inca. Suposa bona part del tronc comú actual, al qual s'ha d'afegir el tram Inca-Enllaç del FC Inca-Manacor.

### Línia Inca-Manacor
Continuació de la línia Palma-Inca.

### Línia Bordils - sa Pobla
El ramal de Bordils a sa Pobla té 13 km de longitud, partint de la línia Inca-Manacor a l'estació d'Enllaç a Bordils.

### Ramals clausurats
- Línia de Palma a Santanyí: 62 km, tancat el 5 de març de 1964.
- línia Santa Maria - Felanitx: 42,79 km, tancat el 31 de desembre de 1967.[16]
- Línia de Manacor a Artà: 31 km, tancat el 20 de juny de 1977, en un inici de forma provisional.